# Partido Democrático (1947-1950)
El Partido Democrático (民主党 Minshutō?,  abreviado PD) fue partido político japonés de ideología centrista. 

## Historia
Fue fundado en la primavera de 1947 mediante la unión del Partido Progresista de Japón de Inukai Takeru con una facción del Partido Liberal de Japón liderada Hitoshi Ashida. En las elecciones generales de 1947 logró obtener 124, convirtiéndose en unos de los principales partidos políticos de Japón. Reflejo de esta situación fue que el partido entró a formar parte del gobierno japonés liderado por el socialista Tetsu Katayama, ocupando siete carteras ministeriales entre 1947 y 1948. Tras la dimisión de Katayama, el líder del PD, Hitoshi Ashida, ejerció como primer ministro japonés durante algunos meses.
Sin embargo, el gobierno Ashida tuvo una corta existencia, ya que dos de sus ministros fueron acusados de corrupción y antes de acabar 1948 el gobierno había caído en desgracia, debiendo dimitir el propio Ashida.
En marzo de 1948 una parte de la militancia del PD, bajo el liderazgo de Kijūrō Shidehara, se unió con el Partido Liberal de Japón para a su vez formar el Partido Democrático Liberal. Como consecuencia, en las elecciones generales de 1949 el PD perdió 69 escaños. Finalmente, en abril de 1950 el Partido Democrático se unió con el Kokumin Kyōdō-tō para formar el nuevo Partido Democrático Nacional (国民民主党 Kokumin Minshutō?).

## Resultados electorales
Cámara de Representantes
| Elecciones | # de votos     | % de votos | # de escaños | ±- | Gobierno  |
| ---------- | -------------- | ---------- | ------------ | -- | --------- |
| 1947       | 7.198.292 (#3) | 26,3%      | 124/466      |    | Coalición |
| 1949       | 4.798.352 (#2) | 15,68%     | 69/466       | 55 | Coalición |